# Île James Ross
L'île James Ross fait partie de l'archipel de James Ross, et est située au large de l'extrémité nord-est de la péninsule Antarctique, dont elle est séparée par le chenal Prince Gustav (en).
De forme irrégulière, elle a une étendue de 60 kilomètres du nord au sud.

## Histoire

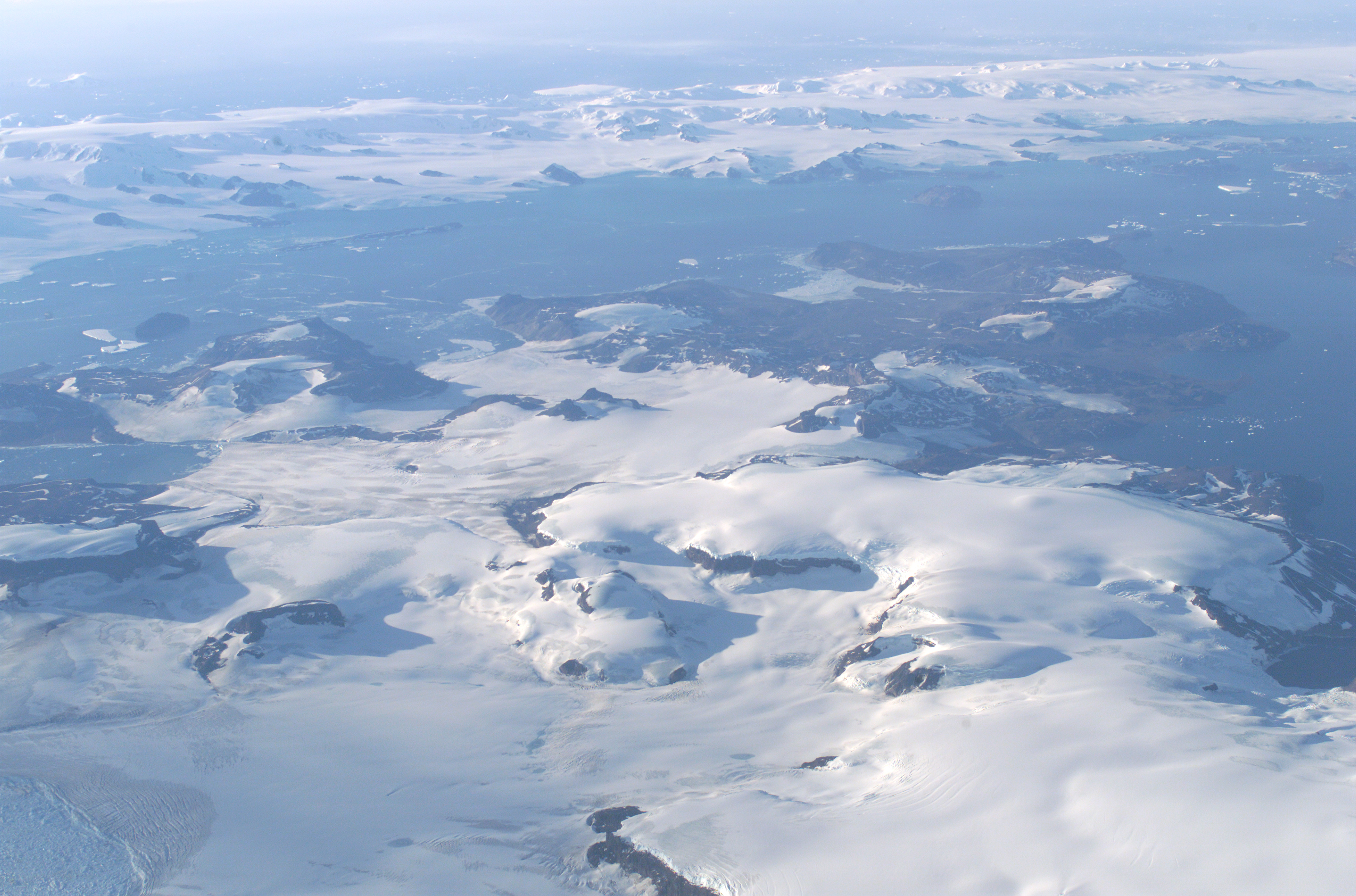
Vue aérienne de l'île James Ross.

Elle a été explorée en octobre 1903 par l'expédition antarctique suédoise dirigée par Otto Nordenskjöld, qui lui donna ce nom en l'honneur de James Clark Ross, chef d'une expédition britannique menée dans cette région en 1842, au cours de laquelle furent cartographiés un certain nombre de points de la côte orientale de l'île. Elle est appelée île James Ross pour la différencier de l'île de Ross, plus connue.

## Géographie
L'île est située est située au large de l'extrémité nord-est de la péninsule Antarctique. Elle est séparée du continent par le chenal Prince Gustav (en). Le détroit de l'Amirauté, à l'est, la sépare des îles Seymour, Snow Hill et Lockyer.
Le point culminant de l'île James Ross est le mont Haddington, un volcan bouclier s'élevant à 1 630 m. L'île est couverte à 80% par une calotte glaciaire ou des glaciers. La pénisule de Ulu, située dans le nord de l'île, est toutefois en partie libre de glaces.

## Paléontologie
Deux formations ayant livré des restes de dinosaures sont présentes sur l'île, toutes deux du Crétacé supérieur : la formation de Santa Marta et la formation de l'île Snow Hill.
Le premier dinosaure découvert en Antarctique est Antarctopelta oliveroi, un ankylosaure de taille moyenne trouvé sur l'île par les géologues argentins Eduardo Olivero et Roberto Scasso en 1986. Le dinosaure a été trouvé dans le Campanien de la formation de Santa Marta, à environ 2 km au sud de la crique de Santa Marta la partie nord de l'île. L'ankylosaure n'a été officiellement nommé qu'en 2006.
En décembre 2003, des paléontologues du Collège Saint Mary de Californie et de la South Dakota School of Mines and Technology ont découvert le squelette d'un dinosaure théropode, qu'ils ont surnommé « Naze ». Ce dinosaure carnivore mesurait 1,80 m pour un poids estimé de 135 kg. Ce spécimen a été décrit en 2019 comme étant celui un nouveau genre du groupe des Paraves, Imperobator.
Un ornithopode a été trouvé dans la formation de l'île Snow Hill par les paléontologues argentins Rodolfo Coria et Juan José Moly en 2008. En 2013, Coria l'a nommé Trinisaura santamartaensis.
En 2015, un iguanodontidé découvert en 2002 par Fernando Novas est nommé Morrosaurus antarcticus par Sebastian Rozadilla et ses collègues. Le nom du genre fait référence au site d'El Morro, où les restes du spécimen ont été collectés.